# Aussichtsturm Hraniční vrch

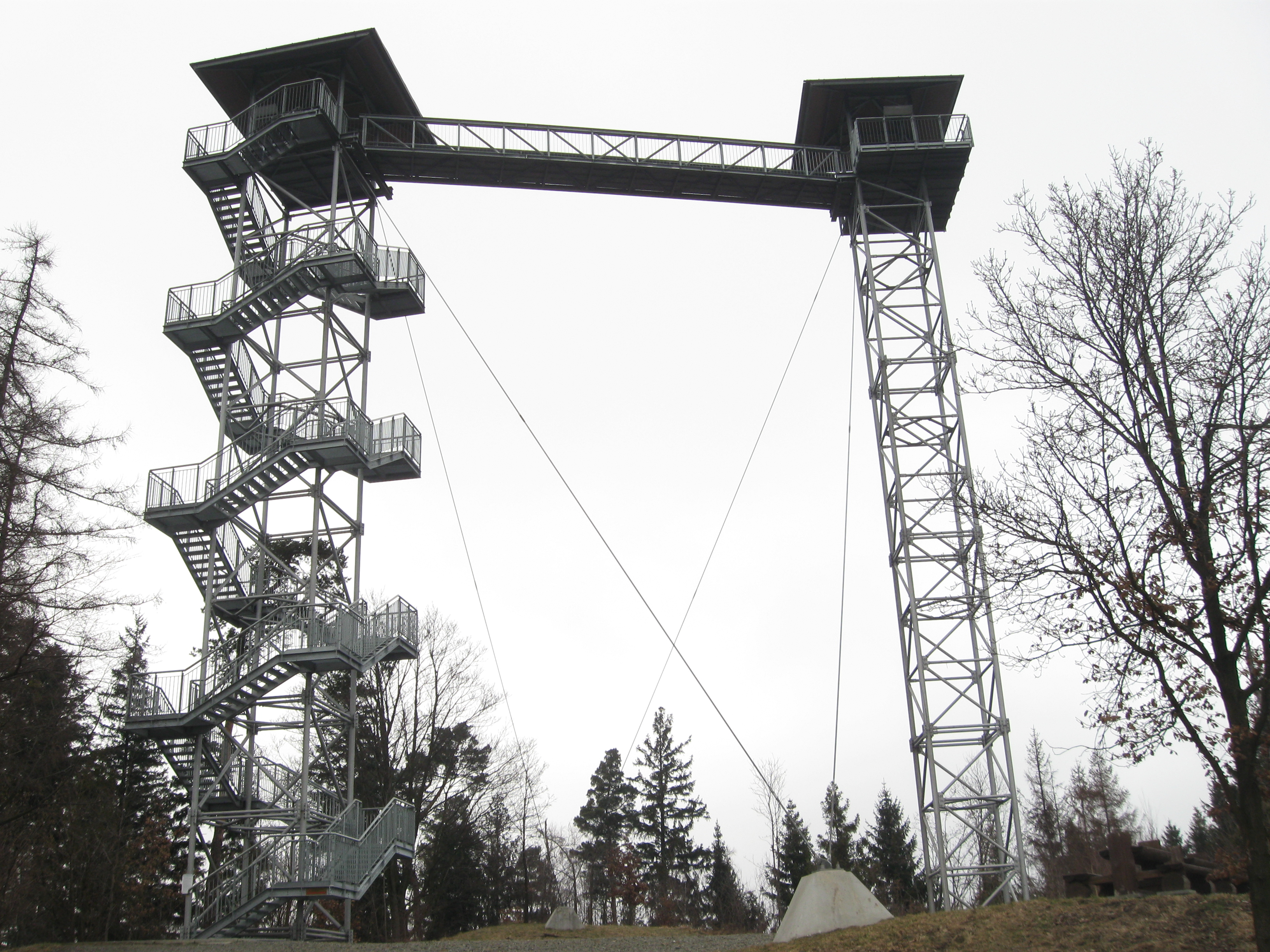
Aussichtsturm Hraniční vrch

Der Aussichtsturm Hraniční vrch auf dem Hraniční vrch (Titzeberg) in der Gemarkung Biskupice bei Město Albrechtice (Moravskoslezský kraj, Tschechien) ist ein Aussichtsturm ungewöhnlicher Bauweise: Dieser 25 Meter hohe Turm besteht aus zwei 25 Meter hohen Stahlfachwerktürmen, welche zusätzlich mit vier Seilen verankert sind. Er wurde am 4. Oktober 2011 eröffnet und verfügt über 149 Treppenstufen. Die beiden Stahltürme des Bauwerks sind keine Neukonstruktionen, sondern wurden 1980 für Richtfunkverbindungen errichtet und waren ab 1999 ungenutzt.